# پیران گشنسپ
پیران گشنسپ (درگذشت ۵۴۲ میلادی) که با نام تعمیدی گریگور شناخته می‌شود، از سرداران ایرانی دوران ساسانی، از خاندان مهران و مرزبان ویروزان و اران بود. وی اصالتاً اهل ری بود و در سال ۵۱۸ میلادی آئین زرتشتی را ترک به آئین مسیحیت گروید و نام مسیحی گریگور را برای خود برگزید.
این کار مایه‌ای شد تا خانواده‌اش او را از خود برانند. در سال ۵۲۱ میلادی، پیران گشنسپ مجدداً جایگاه پیشین خود را بازیافت. سپس در جریان جنگ ایران و بیزانس که از ۵۲۷ تا ۵۳۲ میلادی به طول انجامید، فرماندهی ارتش ایران را برعهده داشت و به اسارت بیزانسی‌ها درآمد.
در حدود سال ۵۳۳ یا ۵۳۴ میلادی، سفیر خسرو انوشیروان، پیران گشنسپ را که اسیر بود، به ایران بازگرداند و سپس به عنوان مرزبان ویروزان و اران منصوب شد، اما چون آئین مسیحیت را ترک نکرد، به درخواست موبدان از مقامش خلع و خیلی زود در سال ۵۴۲ میلادی در پیروزشاپور به گناه ارتداد به دار آویخته شد. یکی دیگر از همراهان او به نام یزد-پناه هم با او به دار آویخته شد.
بنای یادبودی که به زبان سریانی توسط نویسنده‌ای ناشناس در مورد مرگ پیران گشنسپ وجود دارد، منبعی برای تاریخ گرجستان در قرن پنجم و ششم میلادی است.